# Shrek 5
Shrek 5 – amerykański film animowany w produkcji, kontynuacja filmu Shrek Forever. Film jest produkowany przez DreamWorks Animation. Reżyserią zajęli się Walt Dohrn i Conrad Vernon. Scenariusz napisał Michael McCullers, a producentami są Chris Meledandri i Gina Shay.
Premiera filmu w Stanach Zjednoczonych została zaplanowana na 30 czerwca 2027 roku.

## Produkcja
Po sukcesie filmu Shrek 2 w maju 2004 roku, ówczesny CEO DreamWorks Animation, Jeffrey Katzenberg, ujawnił, że historia Shreka została zaplanowana na pięć filmów już od samego początku. Po premierze Shrek Trzeci w 2007 roku, Katzenberg ogłosił, że piąty film zostanie wydany w 2013 roku.
W maju 2009 roku DreamWorks Animation ogłosiło, że tytuł czwartego filmu będzie brzmiał Shrek Forever After, co wskazywało, że będzie to ostatnia część serii. Później w 2009 roku, Bill Damaschke, ówczesny szef produkcji kreatywnej w DreamWorks Animation, potwierdził to, mówiąc: „Wszystko, co było kochane w Shreku w pierwszym filmie, zostało przeniesione do finałowego filmu”. Josh Klausner, jeden ze scenarzystów Shrek Forever After, wyjaśnił w 2010 roku ewolucję scenariusza: „Kiedy po raz pierwszy dołączyłem do projektu, nie miał to być finałowy rozdział, pierwotnie miało być pięć filmów o Shreku, następnie, około rok po rozpoczęciu prac, Jeffrey Katzenberg zdecydował, że historia, którą wymyśliliśmy, była właściwym sposobem na zakończenie podróży Shreka”.
W lutym 2014 roku, podczas wywiadu dla Fox Business, Katzenberg zasugerował, że piąta część wciąż może powstać: „Lubimy dać im trochę czasu na odpoczynek” – powiedział o postaciach. „Ale myślę, że możecie być pewni, iż powstanie kolejny rozdział serii Shrek. Jeszcze nie skończyliśmy, a co ważniejsze – on też nie [skończył]”.

## Marketing
Pierwszy zwiastun z ogłoszeniem obsady został opublikowany 27 lutego 2025 roku, prezentując nowy styl wizualny oraz odświeżony wygląd postaci, co wywołało dyskusje. Widzowie zauważyli podobieństwa do kontrowersji wokół zmiany wizerunku Sonica w Sonic. Szybki jak błyskawica, a niektórzy krytykowali nowy wygląd za utratę oryginalnego uroku i stylu artystycznego Shreka.